# 昂昂溪遗址
昂昂溪遗址位于黑龙江省齐齐哈尔市昂昂溪区，共有3处遗址、39处遗物点。
1988年1月13日，中国国务院公布昂昂溪遗址为第三批全国重点文物保护单位（古遗址）。